# جايسون ليوبولد
جايسون ليوبولد (بالإنجليزية: Jason Leopold)‏ هو صحفي أمريكي، ولد في 7 أكتوبر 1969.